# Вольпаго-дель-Монтелло
Вольпаго-дель-Монтелло, Вольпаґо-дель-Монтелло (італ. Volpago del Montello, вен. Volpago del Monteło) — муніципалітет в Італії, у регіоні Венето, провінція Тревізо.
Вольпаго-дель-Монтелло розташоване на відстані близько 440 км на північ від Рима, 45 км на північний захід від Венеції, 17 км на північний захід від Тревізо.
Населення — 10 187 осіб (2014).

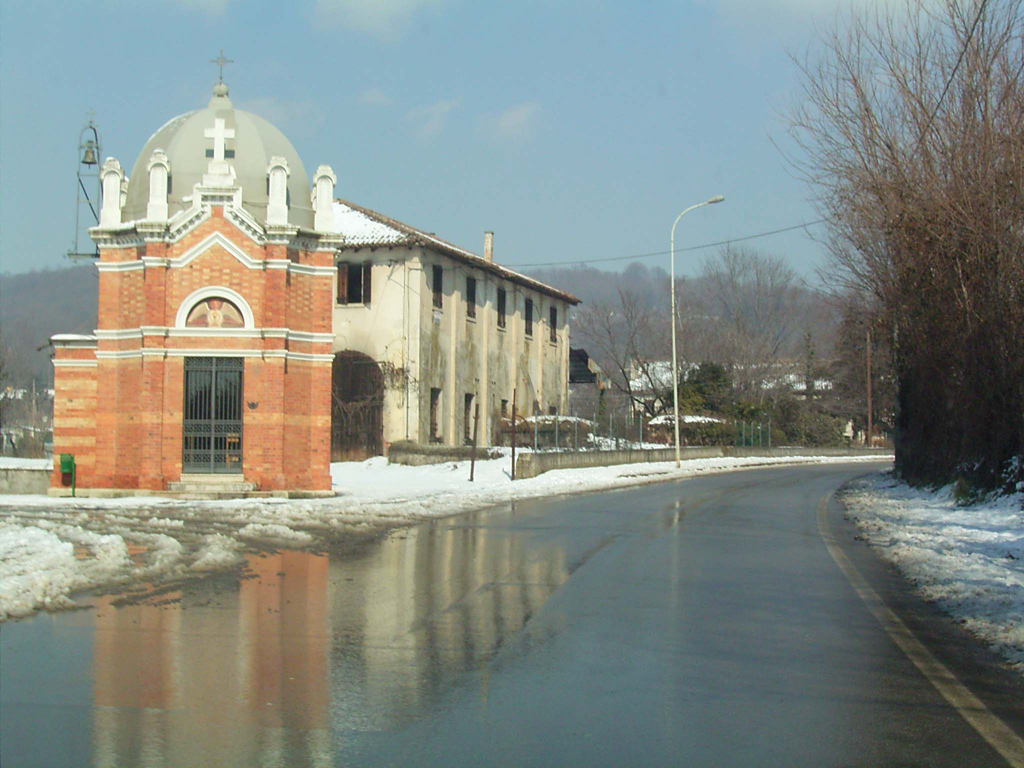

Щорічний фестиваль відбувається 22 липня. Покровитель — Santa Maria Maddalena.

## Демографія
Населення за роками:

Станом на 1 січня 2023 року в муніципалітеті офіційно проживало 566 іноземців з 47 країн, серед них 139 громадян країн Євросоюзу та 43 громадяни України.

## Сусідні муніципалітети
- Крочетта-дель-Монтелло
- Джавера-дель-Монтелло
- Монтебеллуна
- Моріаго-делла-Батталья
- Паезе
- Понцано-Венето
- Повельяно
- Серналья-делла-Батталья
- Тревіньяно